# Chalconympha
Chalconympha é um gênero de mariposa pertencente à família Acrolepiidae.